# Мочадла (Бродницький повіт)
Мочадла (пол. Moczadła, нім. 1939-45: Motzenbruch) — село в Польщі, у гміні Бродниця Бродницького повіту Куявсько-Поморського воєводства.
Населення — 390 осіб (2011).
У 1975-1998 роках село належало до Торунського воєводства.

## Демографія
Демографічна структура станом на 31 березня 2011 року:
|          | Загалом | Допрацездатний вік | Працездатний вік | Постпрацездатний вік |
| -------- | ------- | ------------------ | ---------------- | -------------------- |
| Чоловіки | 202     | 50                 | 137              | 15                   |
| Жінки    | 188     | 52                 | 113              | 23                   |
| Разом    | 390     | 102                | 250              | 38                   |